# Isothecium cochlearifolium
Isothecium cochlearifolium là một loài rêu trong họ Brachytheciaceae. Loài này được Schwägr. Mitt. mô tả khoa học đầu tiên năm 1856.